# 원주금융회계고등학교
원주금융회계고등학교(原州金融會計高等學校)는 대한민국 강원특별자치도 원주시 부론면 법천리에 있는 공립 고등학교이다.

## 학교 연혁
- 1980년 11월 26일 : 부론고등학교 설립인가(보통과 6학급)
- 1981년 3월 4일 : 부론고등학교 개교 (2학급 120명 입학)
- 2013년 10월 8일 : 원주금융회계고등학교로 체제 전환 승인
- 2014년 2월 25일 : 부론학사(48명 수용 기숙사) 준공
- 2014년 3월 4일 : 원주금융회계고등학교 제1기(통산 33회) 입학식
- 2014년 12월 24일 : 실습동(드림관) 준공
- 2025년 1월 3일 : 원주금융회계고등학교 제9기 27명 졸업(통산 42회, 총 1,555명)
- 2025년 3월 1일 : 원주금융회계고 제19대 허양욱 교장 취임
- 2025년 3월 4일 : 원주금융회계고등학교 제12기 2학급 32명 입학(6학급 편성)

## 설치 학과
- 금융회계과

## 참고 자료
- 원주금융회계고등학교 - 한국교육학술정보원 학교알리미